# Турмышка
Турмышка — река в России, протекает в Чувашии. Правый приток Соломинки.
Длина Турмышки с Варисирмой составляет около 15 км, площадь водосборного бассейна — 68,4 км².
Исток Варисирмы у восточной окраины города Канаш. Общее направление течения — восточное. Протекает через выселок Лесной, деревню Хучель и далее течёт по территории Янтиковского района.
Ранее в низовьях на протяжении около 2 км Турмышка текла параллельно Соломинке и впадала в неё у западной окраины села Янтиково. Ныне русло Соломинки на этом участке перекрыто, течение направлено по протоке к Турмышке, «забрав» таким образом у неё часть русла. Устье Турмышки теперь находится к югу от деревни Русские Норваши, примерно в 3 км от устья Соломинки.
В бассейне реки также находятся село Турмыши, деревни Ямурза, Иваново и другие. Общая численность населения в бассейне составляет 2,6 тысяч человек (2021 г.).

## Данные водного реестра
По данным государственного водного реестра России относится к Верхневолжскому бассейновому округу, водохозяйственный участок реки — Свияга от села Альшеево и до устья, речной подбассейн реки — Волга от впадения Оки до Куйбышевского водохранилища (без бассейна Суры). Речной бассейн реки — (Верхняя) Волга до Куйбышевского водохранилища (без бассейна Оки).
Код водного объекта в государственном водном реестре — 08010400612112100003048.